# Agadir
Agadir (en árabe: أݣادير‎, en lenguas bereberes: ⴰⴳⴰⴷⵉⵔ) es una ciudad de Marruecos, capital de la región de Sus-Masa y de la prefectura de Agadir Ida-Outanane.

## Toponimia
Antiguamente era conocida como Santa Cruz del Cabo Aguer.

## Ubicación
Limita al norte con las provincias de Esauira y Marrakech, al este con la provincia de Uarzazat, al sureste con la provincia de Tan-Tan, al sur con la provincia de Tiznit y al oeste con el océano Atlántico.
Se encuentra a unos 600 kilómetros al sur de Rabat, y a unos 440 kilómetros al sur de Casablanca. 
Puerto y aeropuerto en Al Massira.

## Historia

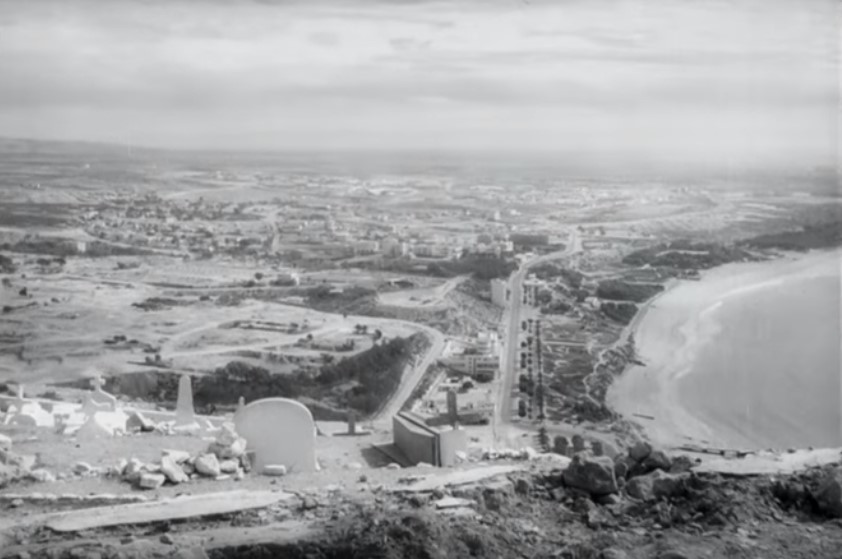
Agadir destruida tras el terremoto de 1960. Fue reconstruida dos kilómetros al sur de su ubicación anterior.

Fundada por los portugueses hacia el año 1500. En 1526 es ocupada por los saaditas. En 1911 tiene lugar la crisis de Agadir. Entre 1912 y 1956 pertenece al Protectorado francés de Marruecos. Desde 1956 bajo la soberanía de Marruecos.
El 7 de diciembre de 1957, durante la Guerra de Ifni, se realizó lo que los mandos navales denominaron "demostración naval", por una flotilla compuesta por el crucero Canarias, el crucero Méndez Núñez, y cinco destructores clase Churruca (Almirante Miranda, Escaño, Gravina y José Luis Díez) se apostaron en zafarrancho de combate frente al puerto de Agadir y apuntaron con sus piezas diversos objetivos de dicho puerto.
El 29 de febrero de 1960 un terremoto destruye la ciudad, habitada por unas 12 500 personas, algunos informes hacen elevar el número de víctimas a unas cinco mil, la reconstrucción se realiza a dos kilómetros al sur del epicentro.
Agadir le da nombre al caladero de pesca que hasta los primeros años de 1990 fue usado bajo convenios de pesca por los barcos pesqueros españoles de la bahía de Cádiz, recibiendo la flota de barcos de vapor del puerto de Isla Cristina a partir de los años 1920, por este motivo el nombre de flota de Agadir.

## Clima
De acuerdo a los datos de la tabla a continuación y a los criterios de la clasificación climática de Köppen modificada el clima de Agadir es semiárido de tipo BSh.
| Parámetros climáticos promedio de Agadir                                              | Parámetros climáticos promedio de Agadir | Parámetros climáticos promedio de Agadir | Parámetros climáticos promedio de Agadir | Parámetros climáticos promedio de Agadir | Parámetros climáticos promedio de Agadir | Parámetros climáticos promedio de Agadir | Parámetros climáticos promedio de Agadir | Parámetros climáticos promedio de Agadir | Parámetros climáticos promedio de Agadir | Parámetros climáticos promedio de Agadir | Parámetros climáticos promedio de Agadir | Parámetros climáticos promedio de Agadir | Parámetros climáticos promedio de Agadir |
| Mes                                                                                   | Ene.                                     | Feb.                                     | Mar.                                     | Abr.                                     | May.                                     | Jun.                                     | Jul.                                     | Ago.                                     | Sep.                                     | Oct.                                     | Nov.                                     | Dic.                                     | Anual                                    |
| ------------------------------------------------------------------------------------- | ---------------------------------------- | ---------------------------------------- | ---------------------------------------- | ---------------------------------------- | ---------------------------------------- | ---------------------------------------- | ---------------------------------------- | ---------------------------------------- | ---------------------------------------- | ---------------------------------------- | ---------------------------------------- | ---------------------------------------- | ---------------------------------------- |
| Temp. máx. media (°C)                                                                 | 20.4                                     | 21.0                                     | 22.4                                     | 21.9                                     | 23.2                                     | 24.0                                     | 26.1                                     | 26.1                                     | 26.4                                     | 25.3                                     | 23.5                                     | 20.7                                     | 23.4                                     |
| Temp. media (°C)                                                                      | 14.1                                     | 15.2                                     | 16.7                                     | 17.0                                     | 18.7                                     | 20.2                                     | 22.0                                     | 22.2                                     | 21.9                                     | 20.3                                     | 17.9                                     | 14.6                                     | 18.4                                     |
| Temp. mín. media (°C)                                                                 | 7.9                                      | 9.4                                      | 10.9                                     | 12.0                                     | 14.2                                     | 16.4                                     | 18.0                                     | 18.2                                     | 17.3                                     | 15.2                                     | 12.3                                     | 8.5                                      | 13.4                                     |
| Precipitación total (mm)                                                              | 45.5                                     | 42.4                                     | 31.1                                     | 25.9                                     | 3.5                                      | 1.1                                      | 0.1                                      | 0.2                                      | 3.0                                      | 25.8                                     | 52.6                                     | 60.7                                     | 291.9                                    |
| Días de precipitaciones (≥ )                                                          | 5.4                                      | 5.6                                      | 5.1                                      | 3.7                                      | 1.4                                      | 1.3                                      | 0.2                                      | 0.4                                      | 1.6                                      | 4.1                                      | 5.3                                      | 5.3                                      | 39.4                                     |
| Horas de sol                                                                          | 229.4                                    | 232.0                                    | 269.7                                    | 282.0                                    | 294.5                                    | 270.0                                    | 269.7                                    | 254.2                                    | 243.0                                    | 244.9                                    | 219.0                                    | 229.4                                    | 3037.8                                   |
| Fuente: NOAA Station ID: FM60250 Latitude: 30° 23'N Longitude: 9° 34'W Elevation: 23m |                                          |                                          |                                          |                                          |                                          |                                          |                                          |                                          |                                          |                                          |                                          |                                          |                                          |

## Demografía
- 1994: 502 475 habitantes.
- 2004: 678 596 habitantes.
- 2006: 718 498 habitantes. (estimada)

## Cultura
El Festival Timitar, festival de música bereber y de música del mundo, tiene lugar en Agadir todos los veranos desde su creación en julio de 2004.
Otras manifestaciones de la agenda cultural de Agadir son:
- Noiz Makerz, concierto de música urbana;
- Breaking South, campeonato nacional de break dance;
- Festival Internacional de Cine Documental (FIDADOC), en noviembre;
- Festival Issni N'Ourgh de Cine Amazig (FINFA), en noviembre ;
- Festival Cine y Migraciones de Agadir;
- Festival International del Teatro Universitario de Agadir;
- Concert por la Tolerancia, en noviembre;
- Festival de la Risa de Agadir.

## Turismo
Se trata de un destino turístico conocido internacionalmente.
Uno de los principales recursos de la zona en cuanto a atractivo turístico es el parque nacional de Souss-Massa, en el que se encuentran paisajes notables y la última población viable del ibis eremita, especie en peligro crítico de extinción. Diversas iniciativas de ecoturismo se han realizado en particular en la desembocadura del oued Massa donde es posible realizar rutas acompañadas de guías locales con la observación de aves acuáticas y los paseos a lomos de asno como atractivos añadidos a la riqueza cultural del área.

## Hermanamientos
- Miami (Estados Unidos)
- Nantes (Francia)
- Oakland (Estados Unidos)
- Ollón (Portugal)
- Stavanger (Noruega)
- San Petersburgo (Rusia)